# Vampyrmordet
Vampyrmordet eller Atlasmordet kaldes et uopklaret svensk mord fra 1930'erne.
Den 4. maj 1932 fandt man den 32-årige prostituerede kvinde, Lilly Lindeström, brutalt myrdet i sin lille lejlighed i Skt. Eriksplan 11 i Atlas i Stockholm. Hendes tøj var lagt pænt sammen og lå nærmest rituelt placeret på en stol. Den nøgne, døde kvinde lå på en ottoman med et knust hoved. Morderen havde nødtørftigt lagt et sengetæppe over kroppen. I lejligheden fandt politiet en sovseske, som formodentlig havde været fyldt med blod. Skeen var imidlertid for let til at kunne have været anvendt som mordvåben. En af betjentene, som var med ved efterforskningen af sagen, har senere fortalt til Aftonbladets kriminalreporter Börje Heed, at der derfor var mistanke om, at morderen havde drukket ofrets blod. Forbrydelsen har hele tiden været kendt som Atlasmordet, og navnet Vampyrmordet er en mere moderne navngivning.
Politiet har aldrig haft held til at opklare mordet, som ifølge svensk lov blev forældet i 1957